# Jean Kaltack
Jean Kaltack (19 de agosto de 1994) es un futbolista vanuatuense que juega como delantero en el Erakor Golden Star. Sus primos Brian y Tony también son jugadores de fútbol.

## Carrera
Debutó en el Erakor Golden Star en 2011. Intercaló entre ese club y el Hekari United de Papúa Nueva Guinea hasta 2015, cuando pasó al Tafea con motivo de disputar la Liga de Campeones de la OFC. Ese mismo año regresó al Erakor.

### Clubes
| Club                        | País               | Año             |
| --------------------------- | ------------------ | --------------- |
| Hekari United Football Club | Papúa Nueva Guinea | 2011            |
| Erakor Golden Star          | Vanuatu            | 2012 - 2013     |
| Hekari United Football Club | Papúa Nueva Guinea | 2013 - 2014     |
| Erakor Golden Star          | Vanuatu            | 2014 - 2015     |
| Tafea Football Club         | Vanuatu            | 2015            |
| Erakor Golden Star          | Vanuatu            | 2015 - Presente |

### Selección nacional
Hizo su debut con la selección vanuatuense en los Juegos del Pacífico 2011. Un año después fue convocado para disputar la Copa de las Naciones de la OFC 2012 , en donde disputó el encuentro que su selección ganó por 5:0 ante Samoa. Representó también a su país en las categorías sub-17, sub-20 y sub-23. Con seis tantos, fue el goleador del Campeonato Sub-20 de la OFC 2011. En los Juegos del Pacífico 2015, disputados esta vez por selecciones sub-23 y no absolutas como había sido en 2011, marcó 16 goles en el 46:0 que le propinó Vanuatu a Micronesia.